# 若德赖
若德赖（法語：Jaudrais，法語發音：[ʒodʁɛ]）是法国厄尔-卢瓦省的一个市镇，位于该省西北部，属于德勒区。

## 地理
若德赖（48°34'40"N, 1°7'36"E）面积15.3 平方千米，位于法国中央-卢瓦尔河谷大区厄尔-卢瓦省，该省份为法国北部内陆省份，北起顺时针与厄尔省、伊夫林省、埃松省、卢瓦雷省、卢瓦-谢尔省、萨尔特省和奧恩省接壤。
与若德赖接壤的市镇（或旧市镇、城区）包括：迪尼。

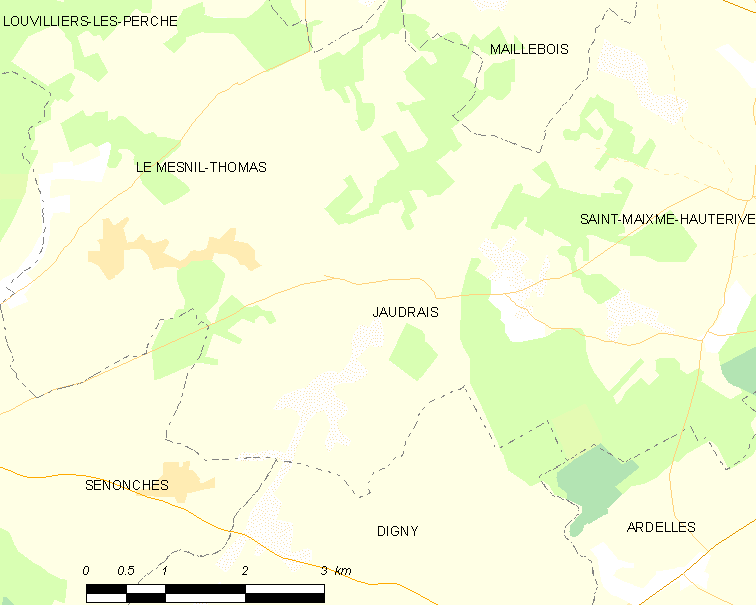
若德赖的OSM定位图

若德赖的时区为UTC+01:00、UTC+02:00（夏令时）。

## 行政
若德赖的邮政编码为28250，INSEE市镇编码为28200。

## 政治
若德赖所属的省级选区为圣吕班德容什雷县。

## 人口

1962-2008年间若德赖人口变化图示

若德赖于2022年1月1日时的人口数量为409人。